# نينا جابلونسكي
نينا جي جابلونسكي (بالإنجليزية: Nina Jablonski)‏ (ولدت عام 1953) هي عالمة إنسانيات وعالمة أحياء أحفوريات، ومعروفة بأبحاثها حول تطور لون الجلد عند البشر. وهي منخرطة في التوعية العامة بشأن التطور البشري والتنوع الإنساني والعنصرية. وهي أستاذة في جامعة ولاية بنسلفانيا برتبة إيفان بف، ومؤلفة عدة كتب، منها البشرة: التاريخ الطبيعي، اللون الحي: المعنى الاجتماعي والحيوي للون البشرة.

## نشأتها وتعليمها
نشأت جابلونسكي في مزرعة في شمال ولاية نيويورك. وبتشجيع من والديها، بدأت جابلونسكي تكتشف عالم العلوم عندما كانت صغيرة جدًا. وهي تتذكر اكتشاف الطبيعة حول منزلها، وحفر التربة بحثًا عن الأحفوريات بالقرب من الجداول والأشجار. نشأ اهتمام جابلونسكي في دراسة التطور الإنساني من مشاهدتها مشاركات ناشيونال جيوغرافيك في برنامج لويس ليكي، وهو عالم أحفوريات شهير، كان برنامجه برنامجه في منتصف ستينيات القرن الماضي. دراسة لويس ليكي في أولدوفاي غورج في شرق أفريقيا وتركيزه على بارانثروبوس بويزي أو إنسان بويزي الموازي أثار اهتمام جابلونسكي، وقررت على الفور أن تتابع دراستها في مجال التطور البشري، رافضةً رغبة والديها بأن تدرس في كلية الطب.
حصلت جابلونسكي على درجة البكالوريوس في علم الأحياء من جامعة برين مور عام 1975. وفي عام 1978، بعد ثلاث سنوات من عملها كمساعدة أستاذ في قسم علوم الإنسانيات في جامعة واشنطن، دخلت جابلونسكي في برنامج الدكتوراه في جامعة واشنطن وفي عام 1981 حصلت على شهادة الدكتوراه في علم الإنسانيات لأطروحتها عن: التحليل الوظيفي للجهاز البلغمي لقردة أبو قلادة (رئيسيات من أسرة غينوناوات) ومنحت شهادة دكتوراه فخرية من جامعة ستيلينبوش عام 2010. تقلدت مناصب تعليمية أيضًا في جامعة هونغ كونغ وجامعة غرب أستراليا. خلال هذه السنوات، بدأت نينا أبحاثها حول تطور البشر ليصبحوا من ثنائيات الحركة وحول لون البشرة.
جابلونسكي متزوجة من جورج تشابلن، وهو أستاذ جامعي وزميل أبحاثها في جامعة ولاية بن. تستطيع أيضًا الكتابة وتحدث الماندرينية الصينية بطلاقة والكتابة بكلتا لغتي اللاتينية والألمانية.

## مسيرتها المهنية
خلال وقتها في جامعة واشنطن، بدأت جابلونسكي بحثا في جامعة هونغ كونغ، في كل من قسم التشريح ومشفى الأمير فيليب لطب الأسنان. بعد إنهائها لرسالة الدكتوراه، عملت جابلونسكي كمحاضِرة في جامعة هونغ كونغ بين عامي 1981 و1990، حيث تمكنت من الاستمرار بأبحاثها في علم التشريح المقارن وعلم أحياء الأحفوريات. بدأت أبحاثها بالمشاركة مع معهد علم الأحفوريات الفقارية والمستحاثات البشرية في بكين سنة 1982 ومع معهد كونمنغ لعلم الحيوان في سنة 1984. بالإضافة إلى ذلك، شعرت جابلونسكي بالإلهام لتبدأ أبحاثها حول التاريخ الطبيعي لجلد الإنسان خلال وقتها في هونغ كونغ.
بعد قضائها وقتًا في هونغ كونغ، انتقلت جابلونسكي مع زوجها جورج تشابلن إلى أستراليا حيث عملت كمحاضِرة أولى في قسم التشريح وعلم الأحياء الإنساني في جامعة أستراليا الغربية بين عامي 1990 و1994. خلال هذه الفترة، بدأت أبحاثها في تطور ثنائية الحركة عند الإنسان وتطور لون الجلد البشري، والذي شكّل أساسًا لأبحاثها المتقدمة في علم الإنسانيات. رأت أنه من القيّم للباحثين في هذه المجالات استخدام الأدوات الأساسية لعلم الأحياء التاريخي والمقارن بهدف استنتاج ما حصل على الأرجح في الماضي.
منذ عام 1994 وحتى 2006، تولت رئاسة قسم علم الإنسانيات في مدينة إرفاين التابع لأكاديمية كاليفورنيا للعلوم في سان فرانسيسكو. خلال هذا الوقت، كانت أيضا عضوا في الجمعية الأمريكية لتقدم العلوم. بالإضافة إلى ذلك، كانت محررة لكتاب الأمريكيون الأوائل: استعمار العالم الجديد في العصر الجليدي، وهو كتاب يتحدث عن الأفكار والآراء الناتجة عن تحليل المصادر من سيبيريا إلى تشيلي لمعرفة تاريخ كيف وجدت البشرية الأمريكيتان ودخلت إليهما. بعد مغادرتها أكاديمية كاليفورنيا للعلوم، انتقلت جابلونسكي إلى جامعة ولاية بن، حيث عملت كرئيسة قسم علم الإنسانيات من عام 2006 حتى 2011. وهي حاليًا أستاذة في علم الإنسانيات من رتبة إيفان بف في جامعة ولاية بن. تركز مواضيع أبحاث جابلونسكي الرئيسية في جامعة ولاية بن على تطور قردة العالم القديم، وتنظيم حرارة الجسم عند الرئيسيات، وتصبغ لون بشرة جلد الإنسان. في عام 2012 وبالشراكة مع هنري لويس غيتس الابن، وهو مضيف برنامج (لتجد جذورك)، بدأت برنامجًا دراسيًا لرفع اهتمام الطلاب الصغار من أصحاب البشرة الملونة في العلوم والتكنولوجيا والهندسة والرياضيات.

## أبحاثها
تبحث جابلونسكي في تطور الإنسان والرئيسيات. وهي معروفة في أبحاثها حول جلد الإنسان، ونشرت كتابين حول الموضوع. تبحث أيضًا في أصل وتطور البشرة وتصبغها والعلاقات بين متطلبات الفيتامين د والاستقلاب ضمن سياق هجرة الإنسان والتمدّن.
عام 2012، تم منحها زمالة غاغينهايم لتكمل بحثها عن إنتاج فيتامين د عند الإنسان ضمن الظروف الطبيعية مع زيادة التوعية العامة بشأن حالات عوز فيتامين د.

## لون البشرة
تدرس جابلونسكي الوظائف الفيزيولوجية للجلد بالإضافة إلى تأثيراته التطورية والاجتماعية في الماضي وحتى اليوم. في بداية أبحاثها، نشرت أوراقًا حول العلاقة بين عيوب الأنبوب العصبي والإشعاعات فوق البنفسجية التي تخرّب الفولات في الجلد، في مجلة (الفرضيات الطبية) المثيرة للجدل وغير الخاضعة لمراجعة الخبراء.
كما أنها اشتركت مع جورج تشابلن في دراسة أنماط توزع الميلانين بين الشعوب المتواجدة عبر مختلف خطوط العرض، واكتشفا ارتباطاً بين لون البشرة وكمية الإشعاع فوق البنفسجي الموجود في الموقع الجغرافي للفرد.
لاحقًا وضعت جابلونسكي وتشابلن نظرية تقول أن البشرة الداكنة مع الغدد العرقية تطورت مع خسارة الشعر والازدواج الشكلي المعتمد على الجنس في لون البشرة (مع ميل لون بشرة الأنثى لتكون أفتح من الذكر).
تشرح نتائج جابلونسكي الرئيسية أن الهدف الفيزيولوجي للتنوع في لون البشرة حول العالم يعود إلى التوازن بين الحاجة للحماية ضد الأشعة فوق البنفسجية وتسهيل إنتاج فيتامين د.
تظهر مستويات الميلانين المرتفعة لدى الشعوب الأقرب إلى خط الاستواء حيث يطرح الإشعاع فوق البنفسجي مخاطر تخريب الفولات، ويظهر تصبغ الجلد في المناطق التي تتعرض لمستويات منخفضة من الإشعاع فوق البنفسجي وذلك حتى لا يتم توقف الاصطناع الحيوي لفيتامين د.
أخذت جابلونسكي هذا الرابط وطبقته على نمط الحياة المتمدن، حيث تربط جابلونسكي بعض الأمراض والمخاطر الصحية مع عيش الناس في المناطق التي يكون فيها لون بشرتهم غير متكيف مع البيئة والناس الذين يعيشون نمط الحياة الحديثة داخل المنازل[11]. الأمراض الرئيسية التي وجدتها مرتبطة مع المستويات المنخفضة من الإشعاع فوق البنفسجي من النمط B هي كساح الأطفال ومرض التصلب المتعدد بسبب الإنتاج غير الكافي من فيتامين د.
المشاكل الصحية الرئيسية المرتبطة بالتعرض الزائد للأشعة فوق البنفسجية هي الورم الميلانيني الخبيث وهو أحد أنواع سرطان الجلد، بالإضافة إلى العيوب الخلقية العائدة إلى عوز الفولات.